# Маттіас Леманн
Маттіас Леманн (нім. Matthias Lehmann, нар. 28 травня 1983, Ульм) — німецький футболіст, що грав на позиції півзахисника.
Виступав, зокрема, за клуби «Мюнхен 1860» та «Кельн», а також молодіжну збірну Німеччини.

## Клубна кар'єра
Народився 28 травня 1983 року в місті Ульм. Вихованець юнацьких команд футбольних клубів Neu-Ulm та «Ульм 1846».
У дорослому футболі дебютував 2000 року виступами за команду «Ульм 1846», в якій провів один сезон, взявши участь у 4 матчах чемпіонату. 
Протягом 2001—2003 років захищав кольори клубу «Штутгарт» II.
Своєю грою за останню команду привернув увагу представників тренерського штабу клубу «Мюнхен 1860», до складу якого приєднався 2003 року. Відіграв за клуб з Мюнхена наступні три сезони своєї ігрової кар'єри. Більшість часу, проведеного у складі «Мюнхена 1860», був основним гравцем команди.
Згодом з 2006 по 2012 рік грав у складі команд «Алеманія» (Аахен), «Санкт-Паулі» та «Айнтрахт».
У 2012 році перейшов до клубу «Кельн», за який відіграв 7 сезонів. Граючи у складі «Кельна» також здебільшого виходив на поле в основному складі команди. Завершив професійну кар'єру футболіста виступами за команду «Кельн» у 2019 році.

## Виступи за збірні
У складі юнацької збірної Німеччини (U-15), взяв участь у 55 іграх, відзначившись 3 забитими голами.
Протягом 2004–2006 років залучався до складу молодіжної збірної Німеччини. На молодіжному рівні зіграв у 16 офіційних матчах, забив 2 голи.